# 7e congresdistrict van Arizona

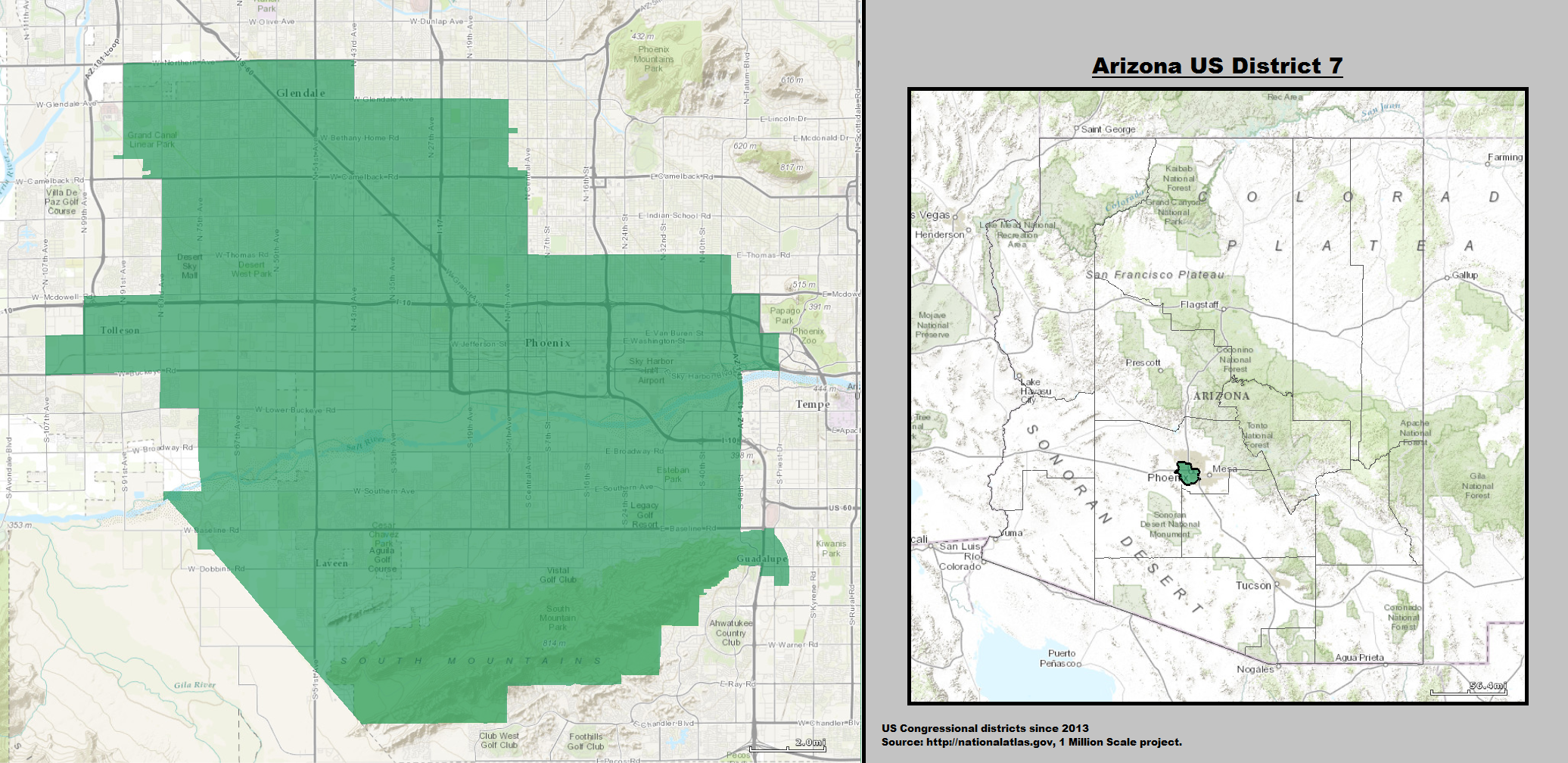
De locatie van het district in de staat Arizona.

Het 7e congresdistrict van Arizona is een kiesdistrict voor het Amerikaanse Huis van Afgevaardigden. Het district bestaat grotendeels uit de binnenstad van Phoenix. Momenteel is Democraat Ruben Gallego de afgevaardigde voor het district.

## Presidentsverkiezingen
| Year | Winner                                 | Winnende partij | Winnende partij      |
| ---- | -------------------------------------- | --------------- | -------------------- |
| 2000 | George W. Bush 38% - 58% Al Gore       |                 | Democratische Partij |
| 2004 | George W. Bush 43% - 57% John Kerry    |                 | Democratische Partij |
| 2008 | John McCain 42% - 57% Barack Obama     |                 | Democratische Partij |
| 2012 | Mitt Romney 27% - 72% Barack Obama     |                 | Democratische Partij |
| 2016 | Donald Trump 23% - 72% Hillary Clinton |                 | Democratische Partij |